# Bill Haley & His Comets
Bill Haley & His Comets byla americká rock and rollová hudební skupina, založená v roce 1952 a fungovala až do smrti Billa Haleyho v roce 1981. Následně vystupovalo pod názvem The Comets již bez Haleyho několik dalších skupin, přičemž v nich působili dřívější členové Haleyho kapel.